# Carlos Romano
Carlos Romano Silveira (Madrid, 15 de mayo de 1985) es un pintor y artista español emergente que divide su carrera entre España y México. Aunque tiene un amplio historial de exposiciones tanto en España como en México, es conocido originariamente por los murales que realizó en 2007 en la Catedral de Justo. Se formó en los primeros años de Atelier Solar, donde entabló relaciones con varios artistas de su generación. Sus obras se caracterizan por la fusión entre lo figurativo y la abstracción geométrica, aunque en los últimos años se ha volcado en el paisaje y la instalación.

## Reseña biográfica
Carlos Romano Silveira nació el 15 de mayo de 1985 en la ciudad de Madrid, estudio diseño gráfico y posteriormente restauración de pintura antigua en la escuela de arte y antigüedades casto castellanos, su primer proyecto artístico fueron los murales de la catedral de Justo Gallego Martínez, practica una pintura a medio camino entre la abstracción geométrica y la figuración.
En el año 2015 formó parte del proyecto Atelier Solar fundado por el artista Daniel Silvo, donde entabló amistades con los artistas Isabel Álvarez Zañartu, Diana Velasquez, Federico Miró, Gonzalo Fuentes, Laura Navarro, Rocío Martín Gorbe, Virginia Ledesma, Paulina Silva Hauyon, entres otros.

Su obra se puede encontrar en algunas colecciones como MAC Florencio de la Fuente, la fundación Arenales o el Centro Federico García Lorca.

## Proceso creativo
El artista declara que antes de empuñar el pincel y trazar una nueva obra sigue una serie de pasos. Primero, estructura el boceto de la nueva composición o collage con dibujos previos y programas de edición. Después de acabar la idea base (además de empezar a proyectar el mensaje que desea transmitir), continua desarrollando la obra hasta trasladarla al lienzo.
Toma como punto de arranque experiencias autobiográficas que examinan la capacidad de la pintura como registro de realidad y ficción, explorando las relaciones entre la experiencia del paisaje y la realidad física de la obra, enfrentando el espacio puramente objetual con el tema, aludiendo estados próximos a lo espiritual.

## Exposiciones (selección)
- 2012 Estructuras, sala de exposiciones la boca del lobo, Madrid.
- 2014 WT art, MAC Florencio de la Fuente, Cuenca.
- 2014 Feria internacional Art Market Budapest, Hungría
- 2014 Chroma, galería Art Cuestion, Orense
- 2015 Un viaje sin nombre,[7] Sala de exposiciones de Boadilla, Madrid
- 2016 Temporary Artistic Zone TAZ, Madrid
- 2017 Atelier Solar II, Espacio Trapezio,[8] Madrid
- 2017 JustMad, COAM, Madrid
- 2019 Espacio Inconforme, Galería Óvalo, CDMX, México

## Premios
- 2011 Primer premio del certamen de pintura Frida Kahlo
- 2015 Seleccionado en el premio de pintura BMW